# Ез
Ез (фр. Aize) насеље је и општина у централној Француској у региону Центар (регион), у департману Ендр која припада префектури Исуден.
По подацима из 2011. године у општини је живело 127 становника, а густина насељености је износила 7,44 становника/km². Општина се простире на површини од 17,07 km². Налази се на средњој надморској висини од 121 метар (максималној 161 m, а минималној 100 m).

## Демографија
| 1962. | 1968. | 1975. | 1982. | 1990. | 1999. | 2011. |
| ----- | ----- | ----- | ----- | ----- | ----- | ----- |
| 157   | 200   | 169   | 164   | 131   | 126   | 127   |

График промене броја становника у току последњих година